# Étaules (Charente-Maritime)
Étaules is een gemeente in het Franse departement Charente-Maritime in de regio Nouvelle-Aquitaine. De plaats maakt deel uit van het arrondissement Rochefort. Étaules telde op 1 januari 2022 2.763 inwoners.

## Geografie
De oppervlakte van Étaules bedroeg op 1 januari 2022 11,55 vierkante kilometer; de bevolkingsdichtheid was toen 239,2 inwoners per km².
De onderstaande kaart toont de ligging van Étaules met de belangrijkste infrastructuur en aangrenzende gemeenten.

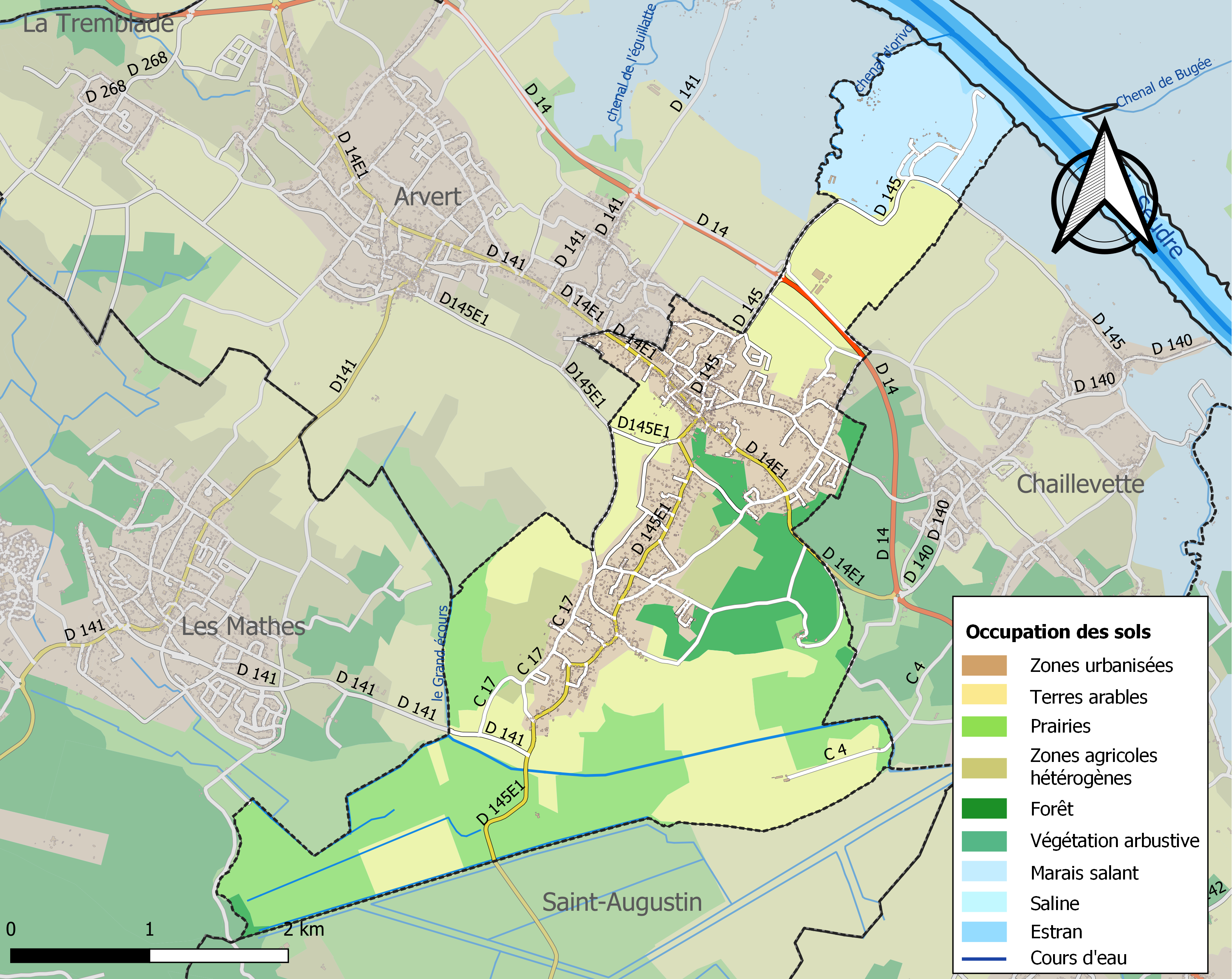

## Verkeer en vervoer
In de gemeente ligt spoorwegstation Étaules.

## Demografie
Onderstaande figuur toont het verloop van het inwonertal (bron: INSEE-tellingen).